# Meerglas

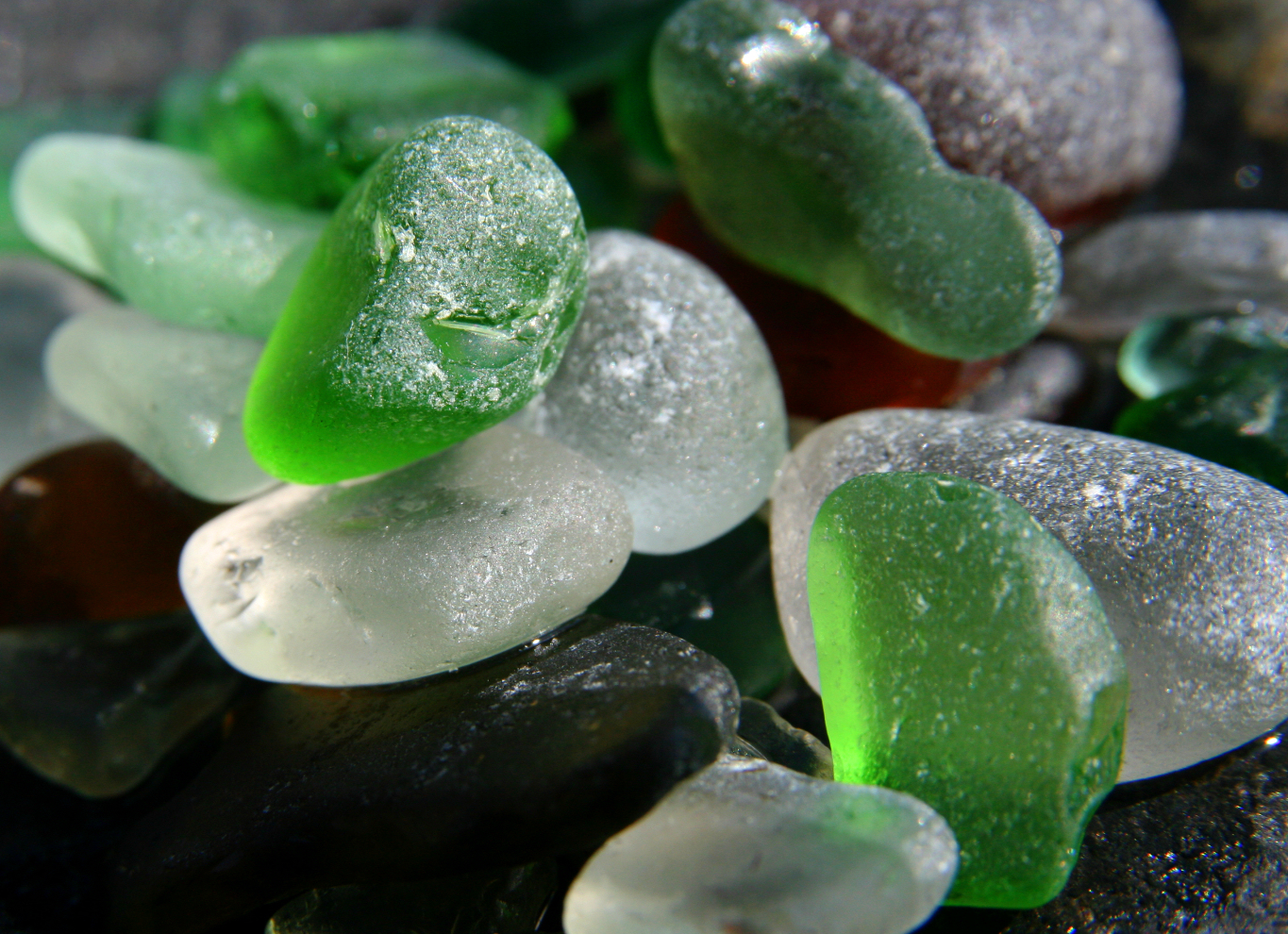
Meerglas

Meerglas, auch Strandglas, Strandscherben oder Seeglas genannt, bezeichnet Glasscherben, die im Meer bzw. in der Brandungszone oder am Strand durch oft jahrzehntelangen Kontakt mit Meerwasser, Sand und Steinen verwittern. Dabei werden vor allem die scharfen Kanten der Scherben rundgeschliffen und die zuvor meist glänzende Oberfläche des Glases satiniert. Für ein aus Sammlersicht optimales Ergebnis dauert der Prozess üblicherweise 20 bis 30 Jahre. Die Verwitterung erfolgt – insbesondere auf kurzer Zeitskala – vorwiegend physikalisch, jedoch kommt es im Meerwasser auf lange Sicht auch zu chemischer Verwitterung zum Beispiel durch Glaskorrosion. Meerglas ist neben Treibholz eine Unterkategorie des Strandgutes.

## Entstehung, Vorkommen
Obwohl es auch vulkanische Glase, Impaktgläser und durch Blitzeinschlag entstandene Fulgurite gibt, ist mit Meerglas zumeist ein Produkt gemeint, das ursprünglich anthropogenen Ursprungs ist. Die Geschichte des Glases beginnt mit den Hochkulturen des alten Ägyptens und Mesopotamiens. Im Schiff von Uluburun, das im 14. Jahrhundert vor Christus sank, finden sich zum Beispiel 350 kg Blauglas. Glas wurde also schon vor tausenden Jahren auf den Meeren transportiert, oder mehr oder weniger beabsichtigt in diese entsorgt. Je nach Epoche war dabei der Fernhandel zur See und die Glasproduktion sowie die achtlose Entsorgung von Glasscherben  stärker oder schwächer ausgeprägt, die Menge an Meerglas schwankte also.
Meerglas entsteht meist aus Glasprodukten, die als Müll im Meer entsorgt wurden, es findet sich daher oft in der Nähe großer Schifffahrtsrouten oder an Stränden, die in der Vergangenheit als Abfalldeponie genutzt wurden. Da ein sehr großer Teil des Meerglases in heutiger Zeit aus weggeworfenen Bier- oder Wasserflaschen entsteht, dominieren vor allem die Farben Grün, Braun und Weiß, andere Farben sind weitaus seltener. Auch untergegangene Schiffe, verlorene Ladung und der Eintrag durch Flüsse können Ursprung von Seeglas sein.

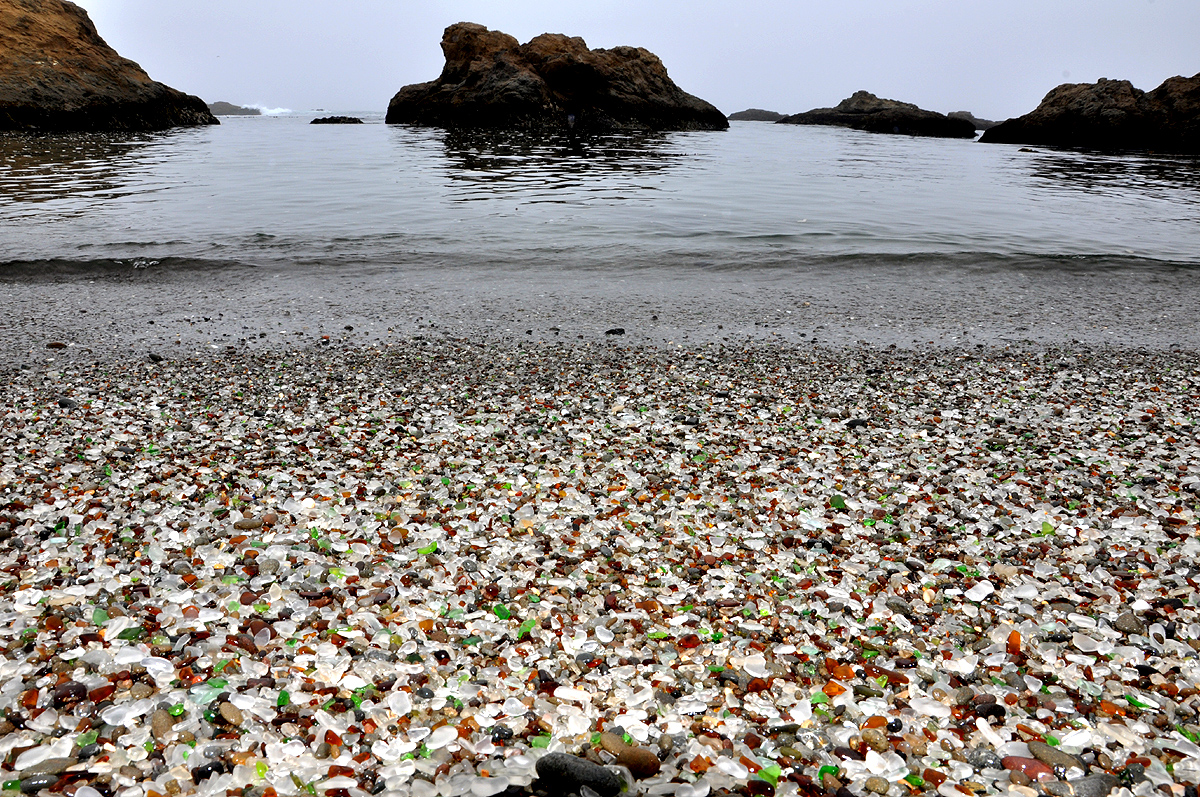
Glass Beach bei Fort Bragg, Kalifornien

Die bekanntesten Fundorte sind der großflächig mit Meerglas bedeckte Glass Beach nahe Fort Bragg in Kalifornien und der gleichnamige Strand auf Kauaʻi sowie die Ussuribucht in Russland. In Deutschland kann man Meerglas unter anderem auf Helgoland, Rügen oder westlich von Warnemünde finden.

## Nutzung und Echtheit

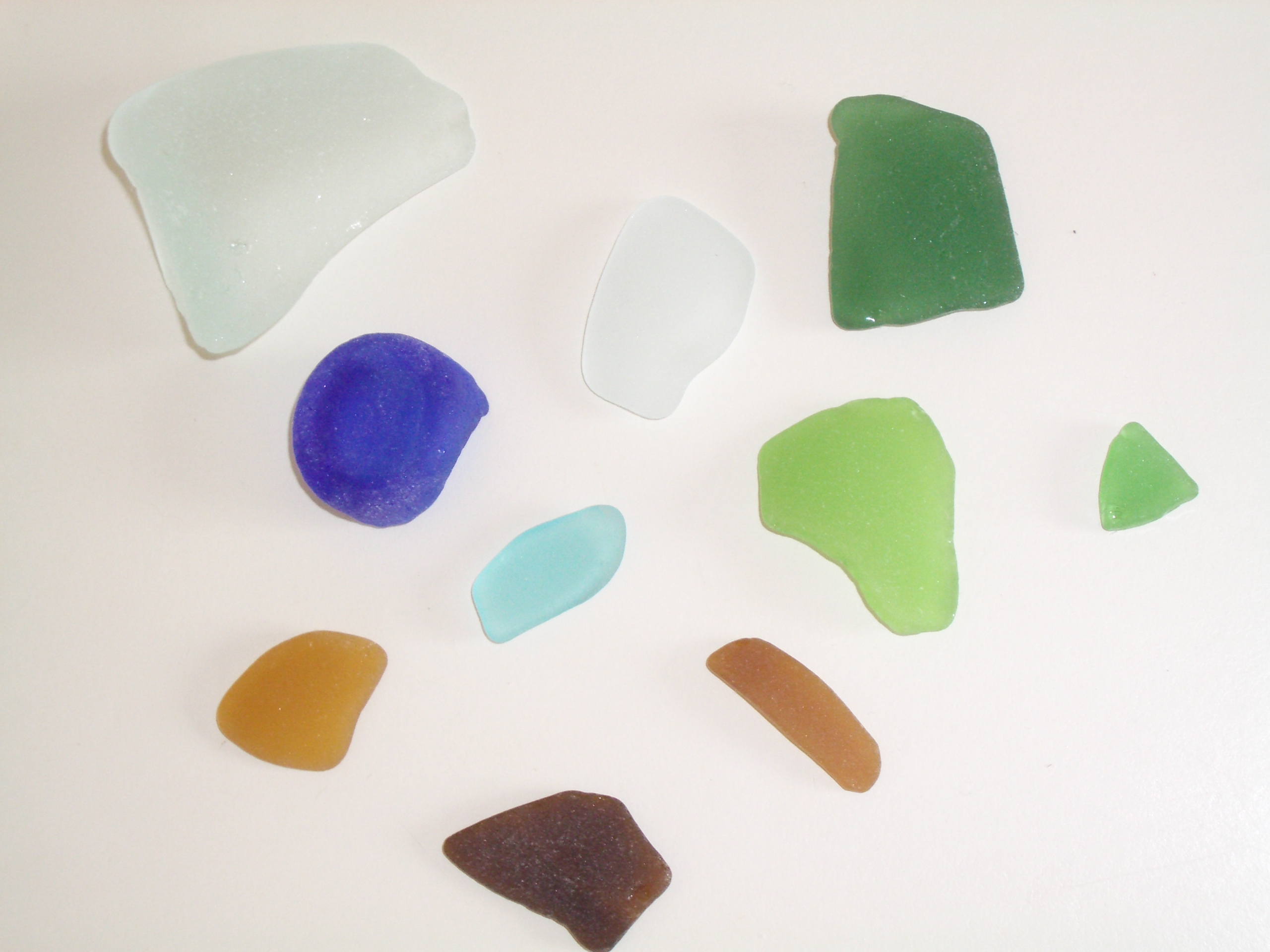
Einige Farbvarianten von Meerglas

Meerglas ist ein Sammelobjekt, das seltener wird. Wenn die Scherbe Kennzeichen aufweist, kann der Sammler daraus eventuell Rückschlüsse auf Ort und Zeitpunkt der Herstellung des Glases ziehen. Ein solches Kennzeichen kann die Glasmarke der Glashütte auf einer Flasche sein.
Meerglas wird zu Schmuck oder Kunstgegenständen weiterverarbeitet. Es ist immer schwieriger zu finden, da durch strengere Umweltschutzvorschriften in den meisten Ländern keine Deponien mehr im oder am Meer eröffnet werden. Glasrecycling und Pfand auf Getränkebehälter haben in einigen Ländern den Anteil des Glases verringert, der nach einmaligem Gebrauch entsorgt wird. Auch verdrängen PET und andere Polymere Glas als Material für Flaschen. Andererseits nimmt der Welthandel auf den Meeren zu und es gehen – je nach Jahr und Quelle – einige hundert bis wenige tausend Seefrachtcontainer pro Jahr verloren. Der Coca Cola Konzern gab im Jahr 2021 bekannt, wieder Massengutfrachter für den Transport von Getränkeflaschen einzusetzen. Einzelne Flaschen können in dieser Form des Transports verloren gehen, ohne dass dies genauer statistisch erfasst werden kann.
Die Nachfrage nach Meerglas weckt auch Begehrlichkeiten von Fälschern, die Glasscherben wie Trommelsteine durch Bearbeitung mit Schleifmitteln in einer sich drehenden Trommel verarbeiten und dann zum Verkauf anbieten.